# باري كونلون
باري كونلون (بالإنجليزية: Barry Conlon)‏ هو لاعب كرة قدم أيرلندي، ولد في 1 أكتوبر 1978 في دروغيدا في جمهورية أيرلندا. شارك مع منتخب جمهورية أيرلندا تحت 21 سنة لكرة القدم. أما مع النوادي، فقد لعب مع أولمبيك تشارلروا وبرادفورد سيتي ودارلينجتون إف سى وستوكبورت كونتي وغريمسبي تاون وكولتشستر يونايتد وكوينز بارك رينجرز ومانشستر سيتي ونادي بارنسلي ونادي بليموث أرجايل ونادي تشيسترفيلد ونادي دوندالك ونادي روذرهام يونايتد ونادي ساوثيند يونايتد ونادي مانسفيلد تاون ونادي يورك سيتي.

## وصلات خارجية
- باري كونلون على موقع قاعدة بيانات كرة القدم.إي يو (الإنجليزية)
- باري كونلون على موقع Soccerbase.com (لاعب) (الإنجليزية)